# 2962 Otto
A 2962 Otto (ideiglenes jelöléssel 1940 YF) a Naprendszer kisbolygóövében található aszteroida. Yrjö Väisälä fedezte fel 1940. december 28-án.